# Närke
Il Närke è una provincia storica (landskap) della Svezia centrale. Confina con il Västergötland, il Värmland, il Västmanland, il Södermanland e l'Östergötland.
Dall'antico nome della popolazione della provincia, i Njarar (oggi Njars) o Nerikjar (oggi Närkingar), deriva quello di Närke. La radice nari è imparentata con la parola inglese narrow ("stretto") e si riferisce alle strette insenature che caratterizzano il territorio nel sud e nel nord-est. La provincia viene talvolta chiamata Nerike in inglese, e la versione latinizzata è Nericia.
La fonte letteraria più antica che cita il popolo dei Njars è il Völundarkviða (Il carme di Völundr), un poema epico facente parte dell'Edda poetica che cita il crudele re Níðuðr come signore dei Njars.

## Contea
Le province attualmente non hanno funzioni amministrative in Svezia, oggi assunte dalle contee. Oggi la provincia di Närke costituisce la parte meridionale della contea di Örebro.

## Geografia fisica
Il monte più alto della regione è il Kilsbergen. La provincia si affaccia anche sul lago Vättern. Nella provincia è stato istituito un parco naturale presso Garphyttan.

## Geografia politica
Sul territorio della provincia oggi risiedono 187.000 abitanti.
Le città principali sono:
- Örebro
- Askersund
- Hallsberg
- Kumla
- Laxå

La città più antica della provincia è Örebro (status acquisito intorno al 1200). Askersund lo diventò nel 1643 e Kumla nel 1942. Nel 1971 si smise di conferire lo status di città in Svezia, di conseguenza questi sono titoli storici.

## Storia
Una delle cronache più antiche, per quanto considerabile come fonte storica solo in modo indicativo, è l'Heimskringla, una raccolta di saghe nordiche risalente agli inizi del XIII secolo trascritte da Snorri Sturluson e afferenti al corpus folkloristico e mitologico tradizionale scandinavo.
Nella saga degli Ynglingar, che è il primo dei testi dell'Heimskringla, viene menzionato come re di Närke (Nerike in norreno) Olaf dalla vista acuta (Óláfr inn skyggni) la cui nipote aveva sposato Ingjald un re degli Ynglingar, la semi-leggendaria stirpe reale svedese da cui avrebbero avuto origine i primi monarchi storici svedesi.
La provincia gioca un ruolo centrale nella saga. Ingjald riunifica la Svezia sotto il suo comando uccidendo proprio un sovrano di quelle terre; successivamente, alla morte di Ingjald per mano dei clan svedesi della Scania, suo figlio Olof Trätälja si rifugia nel Närke con gli Yngling superstiti.
Analoghi riferimenti al racconto sono presenti anche nella Gautreks saga (Saga di Gautrek) e nella Af Upplendinga konungum (Sui re delle Alte Terre), sempre dello stesso periodo.
Secondo un'altra saga dell'Heimskringla, il re norvegese Olav II Haraldsson soggiornò, in esilio, nel Närke tra il 1028 e il 1029 prima di trovare rifugio in Russia  alla corte di Jaroslav I il Saggio.
Tradizionalmente Olav avrebbe dato l'avvio alla cristianizzazione della provincia che nel 1170 venne incorporata nella diocesi di Strängnäs.
Nel 1316, Birgitta Birgersdotter meglio nota come santa Brigida di Svezia sposò Ulf Gudmarsson, signore di Närke, al quale diede otto figli, una delle quali sarà conosciuta come Caterina di Vadstena per essere stata badessa di un convento di suore brigidine in quella città e che verrà successivamente canonizzata come santa.
Nel 1435 a Engelbrekt Engelbrektsson, leader di una rivolta popolare contro gli sceriffi tedeschi, viene donato il castello di Örebro come possedimento.
Dal 1525 al 1554 la provincia è un feudo appartenente a Lars Siggesson Sparre, più tardi del Duca Carlo di Svezia (1560-1598) e di suo figlio Duca Carlo Filippo (1611-1622).
Durante il XVI e il XVII secolo nel territorio si sviluppò la produzione di oggetti in ferro. Data la scarsa resa dell'agricoltura, ai fattori l'attività siderurgica sembrò più conveniente; allo stesso modo il commercio di bestiame, che veniva venduto a Bergslagen e in Dalarna, dove le pelli erano richieste nelle miniere.
La sovrabbondanza di bestiame fu anche una delle ragioni che portarono alla nascita dell'industria calzaturiera, che nel Närke acquisì sempre più importanza fino al XX secolo.

### Araldica
Al Närke fu assegnato un primo stemma in occasione dei funerali di Gustavo Vasa nel 1560, modificato circa un decennio dopo in quello attuale. I due dardi di balestra sono il simbolo centrale, essendo la balestra l'arma tradizionale dei braccianti.

## Archeologia

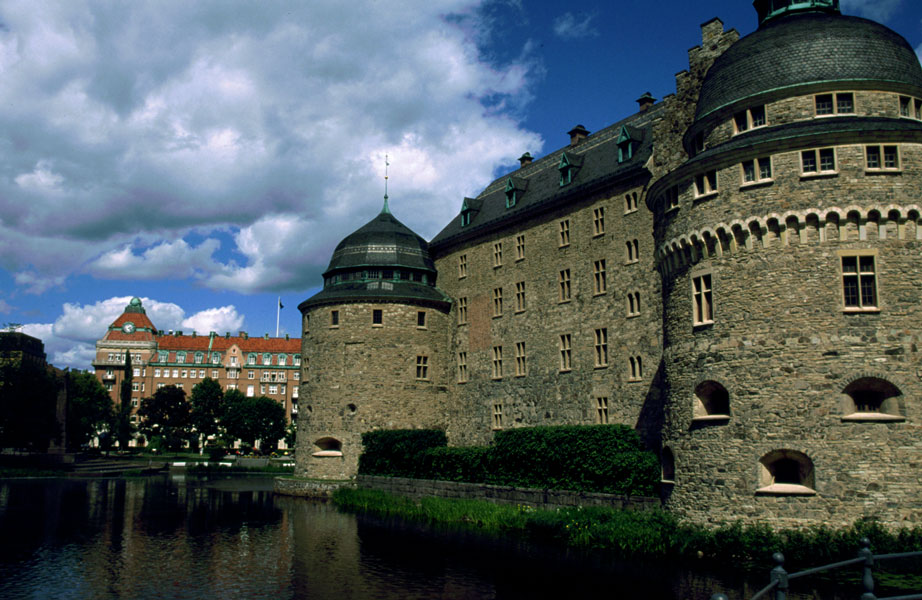
Il castello di Örebro.

Nel Närke sono conservati oltre 5.200 resti archeologici di epoca medioevale, tra cui un buon numero di castelli; il più importante e meglio preservato è il castello del borgo di Tarsta nell'area urbana di Sköllersta.
Risale al XII secolo il castello di Örebro, una fortezza costruita su un'isola del fiume Svartån, in posizione strategica tale da proteggere sia la stretta striscia sabbiosa che collega l'isola alla terraferma (öre sta per banco di sabbia e bro vuol dire ponte), che il ponte in pietra che collega il castello al sobborgo cittadino a sud. Il castello resistette a molti assedi nel tempo guadagnando la fama di rocca inespugnabile.